# Los Amsterdam
Los Amsterdam – drugi album studyjny holenderskiego duetu Yellow Claw wydany 31 marca 2017 roku przez Mad Decent.

## Lista utworów
1. "Home" (feat. Sophie Simmons) - 3:44
2. "Without You" (feat. The Galaxy & Gia Koka) - 3:29
3. "Love & War" (feat. Yade Lauren) - 3:00
4. "Good Day" (feat. DJ Snake & Elliphant) - 3:48
5. "Open" (feat. Moksi & Jonna Fraser) - 3:30
6. "City on Lockdown" (feat. Juicy J & Lil Debbie) - 3:15
7. "Friends in the Dark" (feat. Otis Parker) - 3:06
8. "Stacks" (feat. Quavo, Tinie Tempah & Cesqeaux) - 3:08
9. "Last Paradise" (feat. Sody) - 2:43
10. "Light Years" (feat. Rochelle) - 2:53
11. "Hold on to Me" (feat. GTA) - 3:44
12. "Rose Horizon" (feat. STORi) - 2:49
13. "Invitation" (feat. Yade Lauren) - 2:32